# Bika bělavá
Bika bělavá (někdy též bika hajní, Luzula luzuloides) je vytrvalá rostlina z čeledi sítinovité (Juncaceae), která roste převážně ve střední a severní Evropě.

## Popis

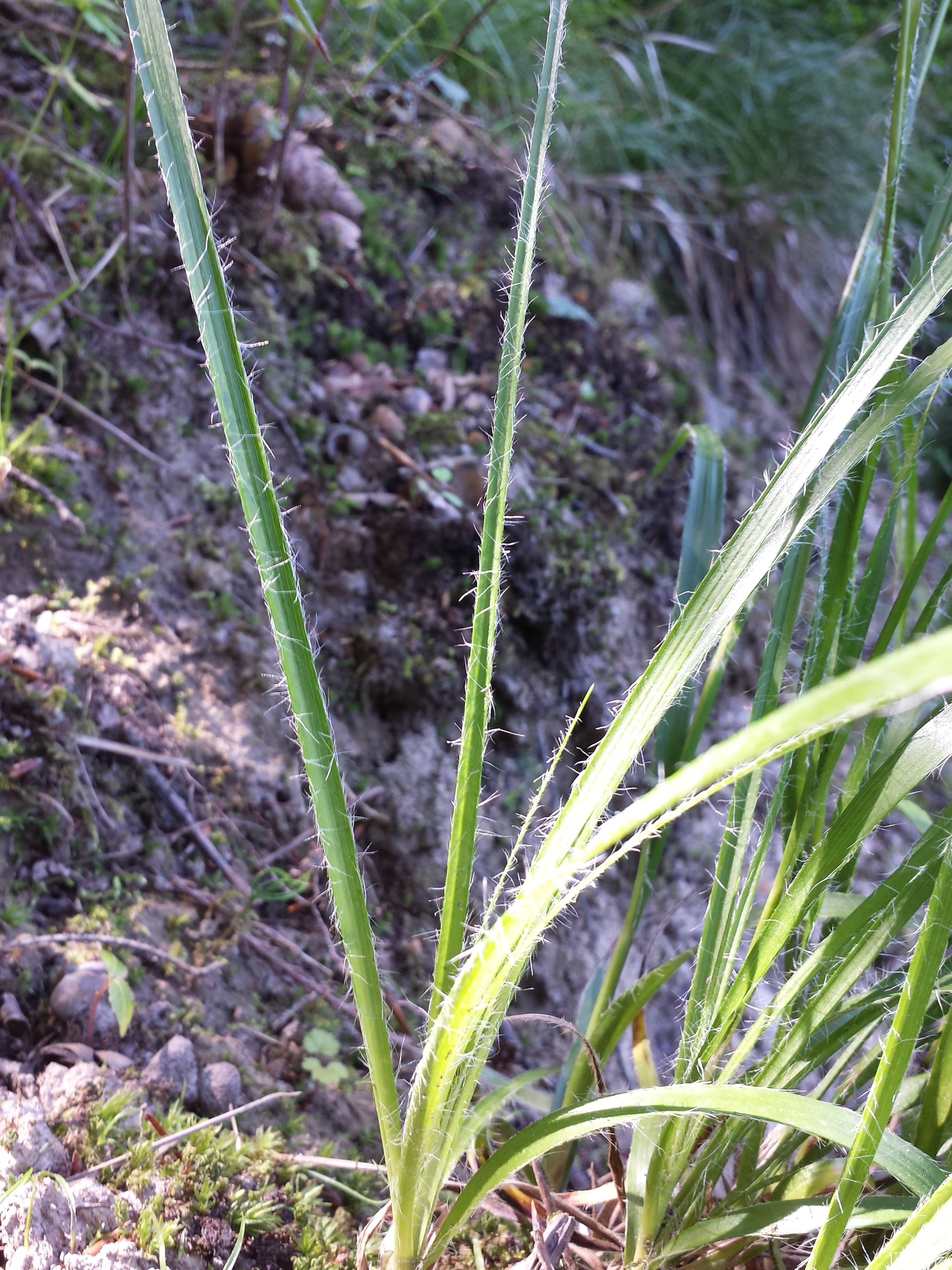
Brvité listy biky hajní

Bika bělavá je 30–70 cm vysoká rostlina, rostoucí převážně v listnatých lesích, na pasekách nebo podél lesních cest. Listy jsou čárkovité a na konci ostře špičaté, porostlé dlouhými bělavými brvami; lodyha je přímá, oblá a olistěná.
Má bělavé nebo nažloutlé květy s šesti okvětními plátky, které jsou 2–4 mm dlouhé; u poddruhu bika bělavá měděná (Luzula luzuloides subsp. rubella) jsou hnědočervené. Tyčinek je šest, blizna je trojklaná. Květy rostou po skupinách po 2–6 ve volně složeném kruželu. Kvete od května do června. Plodem je tobolka obsahující drobná semena s krátkým masíčkem.
V české přírodě je hojná.

## Synonyma
- Juncoides nemorosum
- Luzula albida
- Luzula nemorosa[3]